# Β-glucosidasa
Beta-glucosidasa (EC 3.2.1.21, gentiobiasa, celobiasa, emulsina, elaterasa, β-D-glucosidasa, β-glucosido glucohidrolasa, arbutinasa, primeverosidasa, amigdalasa, linamarasa, β-1,6-glucosidasa) es una enzima glucosidasa que actúa sobre los enlaces 
β1->4 que unen dos glucosas o moléculas con sustituciones de glucosa (como el disacárido celobiosa). Es una exocelulasa con especificidad para varios sustratos de β-D-glucósidos. Cataliza la hidrólisis de residuos terminales no reductores en beta-D-glucósidos, produciendo glucosa.